# Euan Wallace

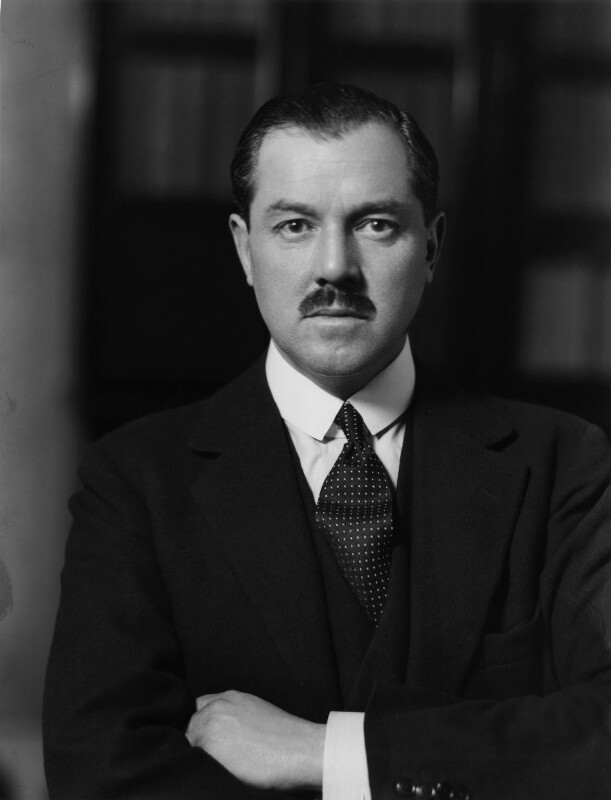
Euan Wallace (1937)

David Euan Wallace, MC, PC (* 20. April 1892; † 9. Februar 1941) war ein britischer Politiker der Conservative Party, der unter anderem zwischen 1922 und 1923 sowie erneut von 1924 bis zu seinem Tode 1941 Mitglied des Unterhauses (House of Commons) war. Er bekleidete zwischen 1939 und 1940 das Amt des Transportministers.

## Leben

### Offizier, Unterhausabgeordneter und Minister

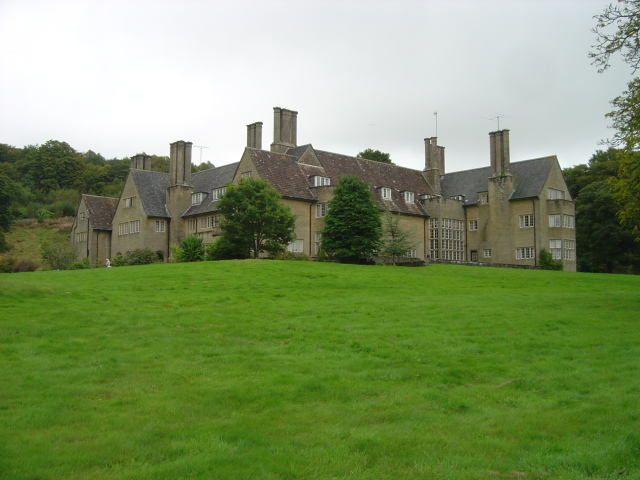
Kildonan House, das Wallace unter der Bedingung erbte, dort seinen Wohnsitz zu errichten

Wallace stammte aus dem schottischen Clan Wallace und diente als Offizier des 2nd Regiment of Life Guards in der British Army. Für seine Verdienste wurde ihm das Military Cross verliehen und er zuletzt zum Captain befördert. Er erbte zu dieser Zeit Ländereien bei Barrhill unter der Bedingung, dass er dort seinen Wohnsitz errichtet. Das groß dimensionierte Kildonan House wurde im Jahre 1923 fertiggestellt und orientiert sich an der englischen Herrenhausarchitektur vergangener Jahrhunderte. Bei der Unterhauswahl vom 15. November 1922 wurde er für die Conservative Party erstmals zum Mitglied des Unterhauses (House of Commons) gewählt und vertrat dort bis zu seiner Wahlniederlage bei den Unterhauswahlen am 6. Dezember 1923 den Wahlkreis Rugby. Er war zugleich zwischen 1922 und 1923 Parlamentarischer Privatsekretär (Parliamentary Private Secretary).
Bei den Unterhauswahlen vom 29. Oktober 1924 wurde Wallace für die Conservative Party erneut zum Mitglied des House of Commons gewählt, in dem er nunmehr bis zu seinen Tode am 9. Februar 1941 den Wahlkreis Hornsey vertrat. Zu Beginn seiner erneuten Parlamentszugehörigkeit war er zwischen 1924 und 1928 abermals Parlamentarischer Privatsekretär sowie im Anschluss von 1928 bis 1929 stellvertretender Parlamentarischer Geschäftsführer (Assistant Whip) der Fraktion der Conservative Party, ehe er in der zweiten Regierung von Premierminister Stanley Baldwin vom 1. Januar bis zum 4. Juni 1929 den Posten eines Lordkommissars des Schatzamtes (Junior Lord of the Treasury) bekleidete. Die Funktion eines Junior Lord of the Treasury übte er zwischen dem 3. September und dem 12. November 1931 auch in der ersten Nationalregierung von Premierminister Ramsay MacDonald aus. 
In der dritten Nationalregierung von Premierminister Baldwin war Wallace zwischen dem 18. Juni und dem 28. November 1935 zunächst Parlamentarischer Unterstaatssekretär im Innenministerium (Parliamentary Under-Secretary of State for the Home Department ) sowie nach einer Regierungsumbildung vom 28. November 1935 bis zum 28. Mai 1937 Parlamentarischer Staatssekretär für Außenhandel (Parliamentary Secretary for Overseas Trade). Am 26. September 1936 wurde er zum Mitglied des Geheimen Kronrates (Privy Council) berufen. Danach war er in der vierten Nationalregierung von Premierminister Neville Chamberlain vom 28. Mai 1937 bis zum 16. Mai 1938 erst Parlamentarischer Staatssekretär im Handelsministerium (Parliamentary Secretary to the Board of Trade) sowie im Anschluss nach einer Kabinettsumbildung zwischen dem 16. Mai 1938 und dem 21. April 1939 Finanzsekretär des Schatzamtes (Financial Secretary to the Treasury), ehe er im Zuge einer neuerlichen Regierungsumbildung am 21. April 1939 Nachfolger von Leslie Burgin als Transportminister (Minister of Transport) wurde. Dieses Ministeramt hatte er vom 3. September 1939 bis zum 10. Mai 1940 in der Kriegsregierung von Premierminister Chamberlain inne.

### Ehen und Nachkommen

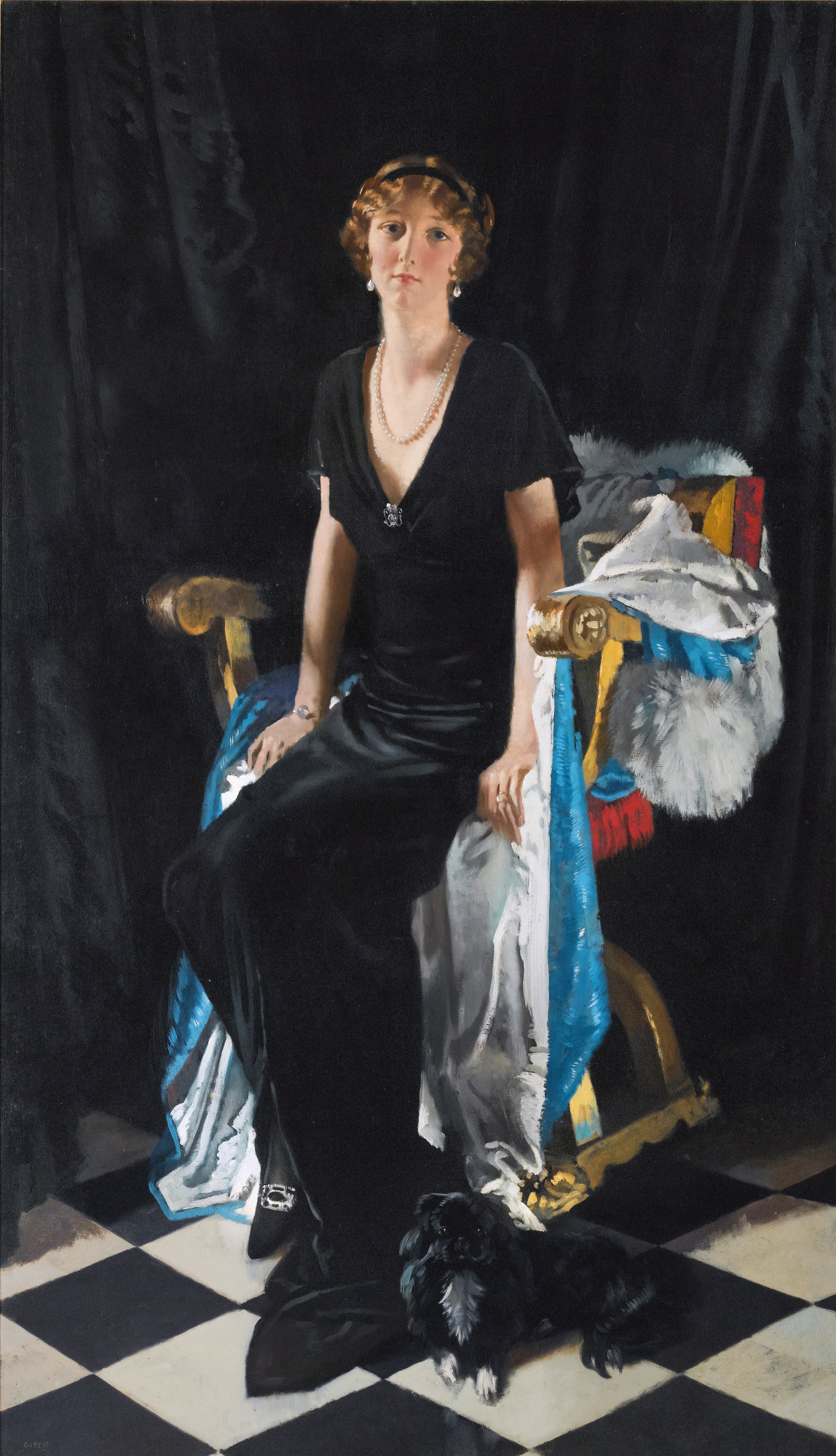
Mit Lady Myra Idina Sackville war Wallace zwischen 1913 und 1919 in erster Ehe verheiratet

Wallace war zwei Mal verheiratet, und zwar vom 26. November 1913 bis zur Scheidung 1919 in erster Ehe mit Lady Myra Idina Sackville, Tochter von Gilbert Sackville, 8. Earl De La Warr und dessen Ehefrau Lady Muriel Agnes Brassey, die eine Tochter von Thomas Brassey, 1. Earl Brassey und der Schriftstellerin Anna Brassey war. Aus dieser Ehe stammte der Sohn David John Wallace, der am 17. August 1944 als Major im Zweiten Weltkrieg fiel, sowie der Sohn Wing Commander Gerard Euan Wallace, der 1944 ebenfalls im Zweiten Weltkrieg ums Leben kam.
Am 10. Mai 1920 heiratete Wallace in zweiter Ehe Barbara Lutyens, Tochter des Architekten Edwin Landseer Lutyens und dessen Ehefrau Lady Emily Bulwer-Lytton, Tochter des Schriftstellers und Diplomaten Robert Bulwer-Lytton, 1. Earl of Lytton. Aus dieser Ehe, die bis zu seinem Tode 1941 bestand, gingen drei weitere Söhne hervor. Der älteste Sohn John Wallace verstarb am 15. August 1946 als Lieutenant der Life Guards im aktiven Dienst, während der zweite Sohn Edward Peter Wallace als Flight Lieutenant der Royal Air Force am 4. November 1944 ebenfalls im Zweiten Weltkrieg fiel. Der dritte und jüngste Sohn William Euan Wallace war mit Elizabeth Anne Hoyer Millar verheiratet, einer Tochter von Frederick Millar, 1. Baron Inchyra.